# SK Eeklo
SK Eeklo was een Belgische voetbalclub uit Eeklo. De club sloot in 1950 aan bij de KBVB met stamnummer 5302.
In 1968 nam de club ontslag uit de KBVB. Midden jaren tachtig sloot opnieuw een SK Eeklo aan bij de KBVB met dezelfde clubkleuren, maar dan onder stamnummer 8980.

## Geschiedenis
SK Eeklo begon bij de KBVB in Derde Provinciale in 1950-1951, in 1953 werd de club kampioen in Derde Provinciale A na een nek-aan-nekrace met Wippelgem, beide clubs haalden 39 punten, maar SK Eeklo promoveerde omdat het één wedstrijd minder had verloren, wat in die tijd de doorslag gaf.
De club had het erg moeilijk in Tweede Provinciale en speelde drie seizoenen tegen de degradatie. In 1956 kon die niet worden vermeden.
SK Eeklo werd echter opnieuw kampioen met één punt voorsprong op FC Ganda en mocht voor één seizoen terug naar Tweede Provinciale.
Daar kwam in de lente van 1958 een einde aan met een laatste plaats in de rangschikking.
De volgende tien seizoenen zou SK Eeklo in Derde Provinciale doorbrengen tot in 1968 ontslag werd genomen uit de KBVB.